# Juan Ortiz (cautivo)
Juan Ortiz (Sevilla,1510 – Arkansas, 1542) fue un marinero español, miembro de la Expedición de Narváez quien fue esclavizado por indios en la Florida durante once años, desde 1528 hasta que fue rescatado por la expedición de Hernando de Soto en 1539. 
Dos relatos de los once años de Ortiz como cautivo, que difieren en detalles, narran que Ortiz fue condenado a muerte por un cacique dos o tres veces, salvado cada vez por la intervención de una hija (y posiblemente otras parientes) del jefe, y finalmente escapó a un cacicazgo vecino, cuyo jefe lo protegió.

## Cautiverio

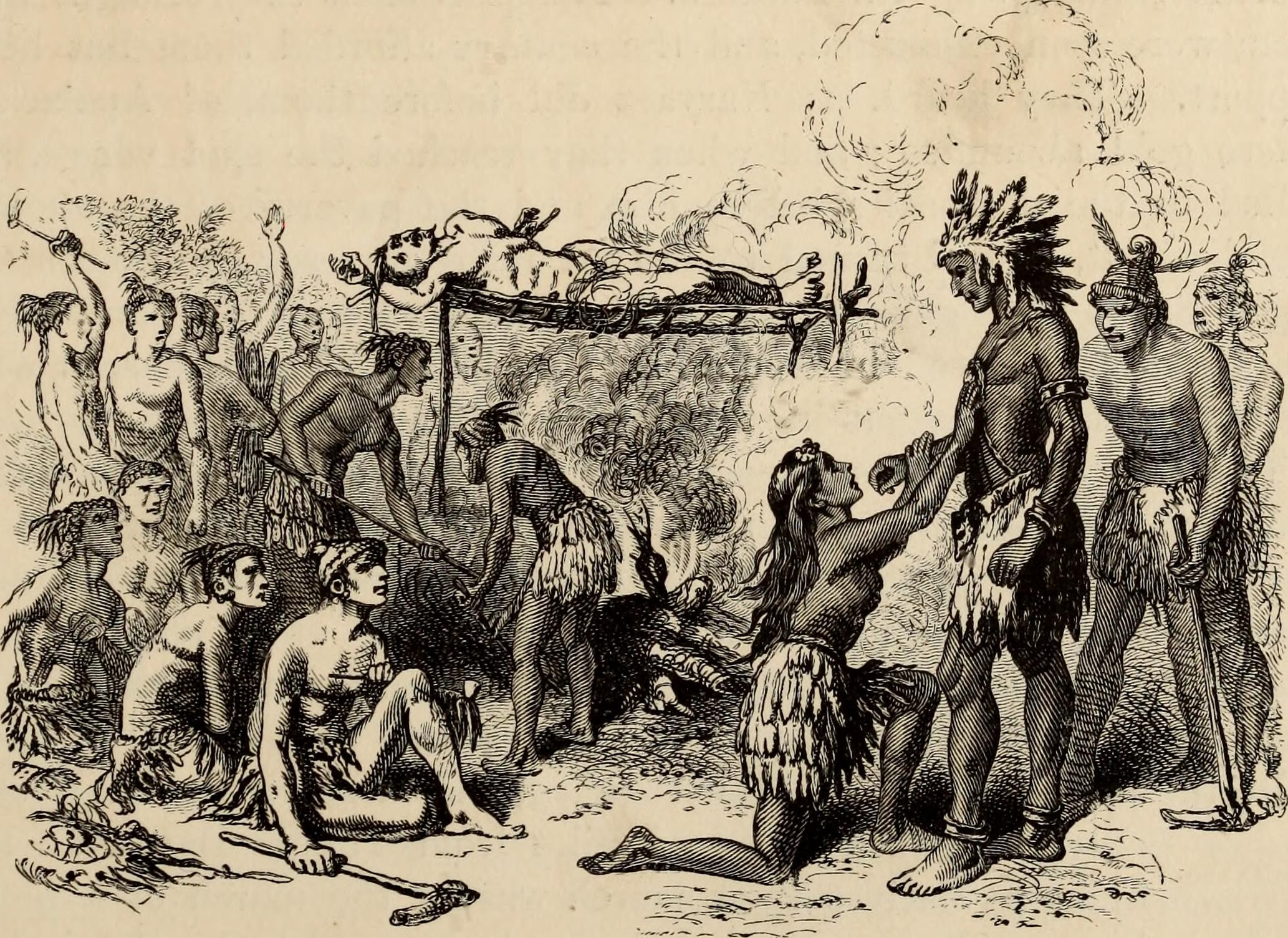
Juan Ortiz siendo sacrificado por la quema, con la hija del jefe Uzita suplicando por su vida.

En 1528, Juan Ortiz estaba en un barco buscando en la Bahía de Tampa cualquier señal de la expedición de Narváez que había aterrizado allí el año anterior. Ortiz y uno o más compañeros fueron atraídos a la costa por algunas personas que tenían lo que los españoles pensaban que era un mensaje de Narváez. (Los españoles no conocerían el destino de la expedición de Narváez por otros ocho años, hasta que Álvar Núñez Cabeza de Vaca y otros tres sobrevivientes llegaran a un puesto avanzado español en el noroeste de Nueva España). Ortiz y sus compañeros fueron capturados por la gente en la costa y abandonados. por sus compañeros de barco. Todos menos Ortiz fueron asesinados mientras se resistían a la captura o poco después de ser llevados a la ciudad de Uzita. Después de que Ortiz fue llevado a la ciudad de Uzita (según lo dicho por el Señor de Elvas), o algún tiempo después de que Ortiz se salvó de la ejecución al recibir un disparo con flechas (según el Inca), el jefe ordenó que atara a Ortiz a un estante sobre un fuego. La hija del jefe le rogó al jefe que perdonara a Ortiz, argumentando que Ortiz no era un peligro para el jefe.

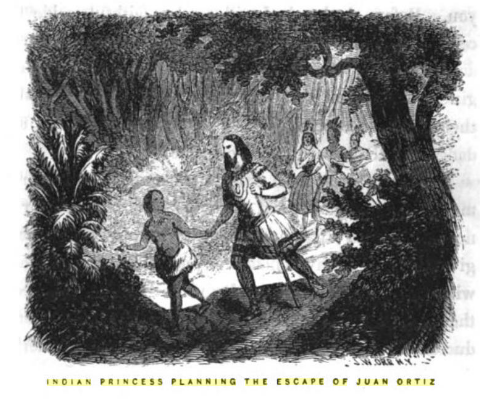
La hija del jefe Uzita ayudando a escapar a Juan Ortiz.

Después de que las quemaduras de Ortiz habían sido atendidas, lo pusieron a vigilar los cuerpos colocados en la casa de charnel de la ciudad, para evitar que los depredadores se llevaran los cuerpos durante la noche. Una noche, un lobo tomó el cuerpo de un niño que había muerto recientemente. Ortiz persiguió al lobo en la noche y lo mató, recuperando el cuerpo del niño. El jefe Uzita trató mejor a Ortiz por un tiempo después de eso.
Dos o tres años después de que Ortiz había sido capturado, el cacicazgo de Mocoso atacó a Uzita y quemó la ciudad. La ciudad de Uzita fue trasladada a una nueva ubicación, y los dioses del cacicazgo exigieron que se sacrificara a Ortiz. La hija del jefe Uzita le advirtió a Ortiz que lo iban a sacrificar y le dijo que debía ir a Mocoso, cuyo jefe había pedido que le entregaran a Ortiz. La hija condujo a Ortiz fuera de la ciudad por la noche y le mostró el camino a Mocoso.

## Rescate y hechos posteriores

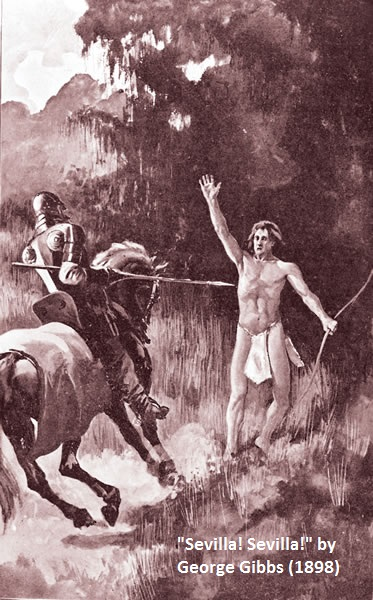
El descubrimiento de Juan Ortiz por la expedición de Soto

La expedición de Soto encontró a Juan Ortiz cuando desembarcaron en Tampa Bay en 1539. Después de aterrizar por primera vez en Uzita, de Soto y sus hombres se enteraron de un cristiano que vivía en un cacicazgo vecino. Mientras buscaban a Ortiz, los hombres de De Soto se encontraron con diez o más nativos americanos y comenzaron a atacarlos. Sin embargo, uno de los nativos logró hacerles entender que era cristiano (una cuenta dice que lo hizo llamando a "Sevilla", que era su ciudad natal). Ortiz luego llevó a los españoles a la ciudad de Mocoso, cuyo jefe, también llamado Mocoso, lo había protegido durante muchos años. Mocoso era amigable con De Soto, lo que creaba tensión entre Mocoso y otros cacicazgos en Tampa Bay, incluidos Orriygua, Neguarete, Capaloey y Uzita.
Ortiz podía hablar los idiomas de Uzita y Mocoso (que eran mutuamente ininteligibles). El idioma de Mocoso aparentemente era un dialecto del idioma timucua, lo que hizo que Ortiz fuera muy útil para De Soto. A medida que la expedición viajaba por la península de Florida, pasó por jefaturas que hablaban varios dialectos del idioma timucua, hasta que la expedición cruzó el río Aucilla y entró en la provincia de Apalache. Desde ese momento, la expedición se basó en hablantes de timucua que podían traducir de otros idiomas y Ortiz luego proporcionó una traducción al español.
Juan Ortiz murió en algún momento durante el invierno de 1541-1542, mientras que la expedición acampó en la ciudad de Autiamque en lo que hoy es Arkansas.

## Leyenda
La versión inca de la historia de Juan Ortiz y la hija del jefe Hirrihigua se ha convertido en una leyenda. A la hija del jefe se le ha llamado "Princesa Hirrihigua", y en algunas versiones ha adquirido un nombre, "Uleleh". El Capítulo de la Princesa Hirrihigua de las Hijas de la Revolución Americana erigió un marcador en San Petersburgo, Florida, conmemorando la historia de Juan Ortiz y la Princesa Hirrihigua en 1960. Una sociedad histórica publicó en 1908 una versión más larga de esta leyenda, con la adición del nombre Uleleh, "La historia de Juan Ortiz y Uleleh".

## Relación con la historia de John Smith y Pocahontas
Muchos estudios han especulado que la historia de John Smith de ser salvado de la muerte a manos de Powhatan por su hija Pocahontas se inspiró en la historia de Juan Ortiz salvado por la hija del jefe Uzita. La traducción de Richard Hakluyt al inglés de Una narración de la expedición de Hernando de Soto a la Florida por el Señor de Elvas fue publicada en Londres en 1609, varios años antes de que John Smith publicara su relato de ser salvado por Pocahontas.

### Narraciones de la expedición.
Las narraciones vinculadas aquí son traducciones antiguas, que no están a la altura de las traducciones académicas más recientes, pero tienen la ventaja de ser de dominio público. 
- Biedma, Luys Hernandez de (1906).  Bourne, Edward Gaylord, ed. Relation of the Conquest of Florida. New York: A. S. Barnes and Company. Consultado el 8 de octubre de 2019.
- Gentleman of Elvas (1609). A Narrative of the Expedition of Ferdinand de Soto into Florida. London. Consultado el 6 de octubre de 2019.
- Garcilaso de la Vega, el Inca (1881). History of the Conquest of Florida (Florida of the Inca). Philadelphia: Robert M. Lindsay. Consultado el 7 de octubre de 2019.
- Oviedo y Valdés, Gonzalo Fernández de (1906).  Bourne, Edward Gaylord, ed. Narrative of De Soto's Expedition Based on the Diary of Rodrigo Ranjel, His Private Secretary. New York: A. S. Barnes and Company. Consultado el 8 de octubre de 2019.